# Aboudou Madjidou Bryme
Aboudou Madjidou Bryme (* im 20. Jahrhundert) ist ein beninischer Fußballspieler. Seine Stammposition ist der Sturm.
Der Stürmer bestritt für die beninische Fußballnationalmannschaft mindestens drei Partien im Jahr 1993. Sein letztes in der Datenbank national-football-teams.com hinterlegtes Spiel ist das in der Qualifikation zur Fußballweltmeisterschaft 1994 daheim gegen Äthiopien, das mit 1:0 gewonnen wurde.